# Winwood Reade
William Winwood Reade (Perthshire, 1838 - 1875) was een Brits historicus, onderzoeker en filosoof.
Reade begon al op jonge leeftijd met schrijven. Op zijn 23e had hij twee romans klaar. Op die leeftijd besloot hij ook naar Afrika te gaan. In 1862 kwam Reade per stoomboot aan in Gabon. Na een aantal maanden gorilla's observeren, reisde hij door naar Angola, waarna hij terugkeerde naar Engeland en zijn eerste reisverslag publiceerde (titel: Savage Africa). Het boek bleek opmerkelijk antropologisch onderzoek te verslaan.
In 1868 reisde Reade met de in Londen gevestigde Goudkust-handelaar Andrew Swanzy naar West-Afrika. Nadat hij geen toestemming kreeg om Ashanti binnen te gaan, vertrok Reade naar Freetown om gebieden rond Falaba te onderzoeken, de hoofdstad van de voormalige Afrikaanse staat Solimana. Hoewel Reade over onontgonnen gebied reisde, ontdekte hij weinig dat geografen interesseerde. Dat kwam voornamelijk vanwege een toenmalig onvermogen om nauwkeurige metingen te verrichten. Hij had zijn sextant en ander gereedschap achtergelaten in Port Loko (Sierra Leone). Weer in Engeland publiceerde Reade zijn African Sketch-Book (1873), een verslag van zijn reizen dat tevens opriep tot veel meer Britse betrokkenheid in West-Afrika.

## The Martyrdom of Man
Reades bekendste werk is The Martyrdom of Man (1872), een seculiere geschiedenis van de westerse wereld. Hierin probeert hij de ontwikkeling van de westerse beschaving te achterhalen door een parallel te trekken met de vooruitgang in de natuurwetenschappen. Dit gebruikte hij als onderdeel van zijn filosofie van het seculier humanisme. Hij viel er traditionele religie en moraal mee aan. Reade was een atheïst en een sociaal darwinist. Hij geloofde in 'survival of the fittest', het overleven van de sterksten. Reade wilde een nieuwe beschaving creëren. Cecil Rhodes verklaarde dat het boek hem gemaakt had tot wat hij was. De titel van het boek is ook bekend bij mensen die het niet hebben gelezen. In Arthur Conan Doyle's boek The Sign of the Four zegt Sherlock Holmes tegen Dr. Watson: "Let me recommend this book, - one of the most remarkable ever penned" (Laat me je dit boek aanbevelen - een van de meest opmerkelijke ooit geschreven).
Reade keerde terug naar Afrika in 1873 om te dienen als correspondent in de Ashanti-oorlog, maar overleed niet lang daarna. Hij ligt begraven op het kerkhof van Ipsden, in Oxfordshire.
Reades boeken The Martyrdom of Man en The Outcast zijn opgenomen in de Thinker's Library.